# Svene
Svene este o localitate din comuna Flesberg, provincia Buskerud, Norvegia, cu o suprafață de 0,34 km² și o populație de 378 locuitori (2013).